# Aixa

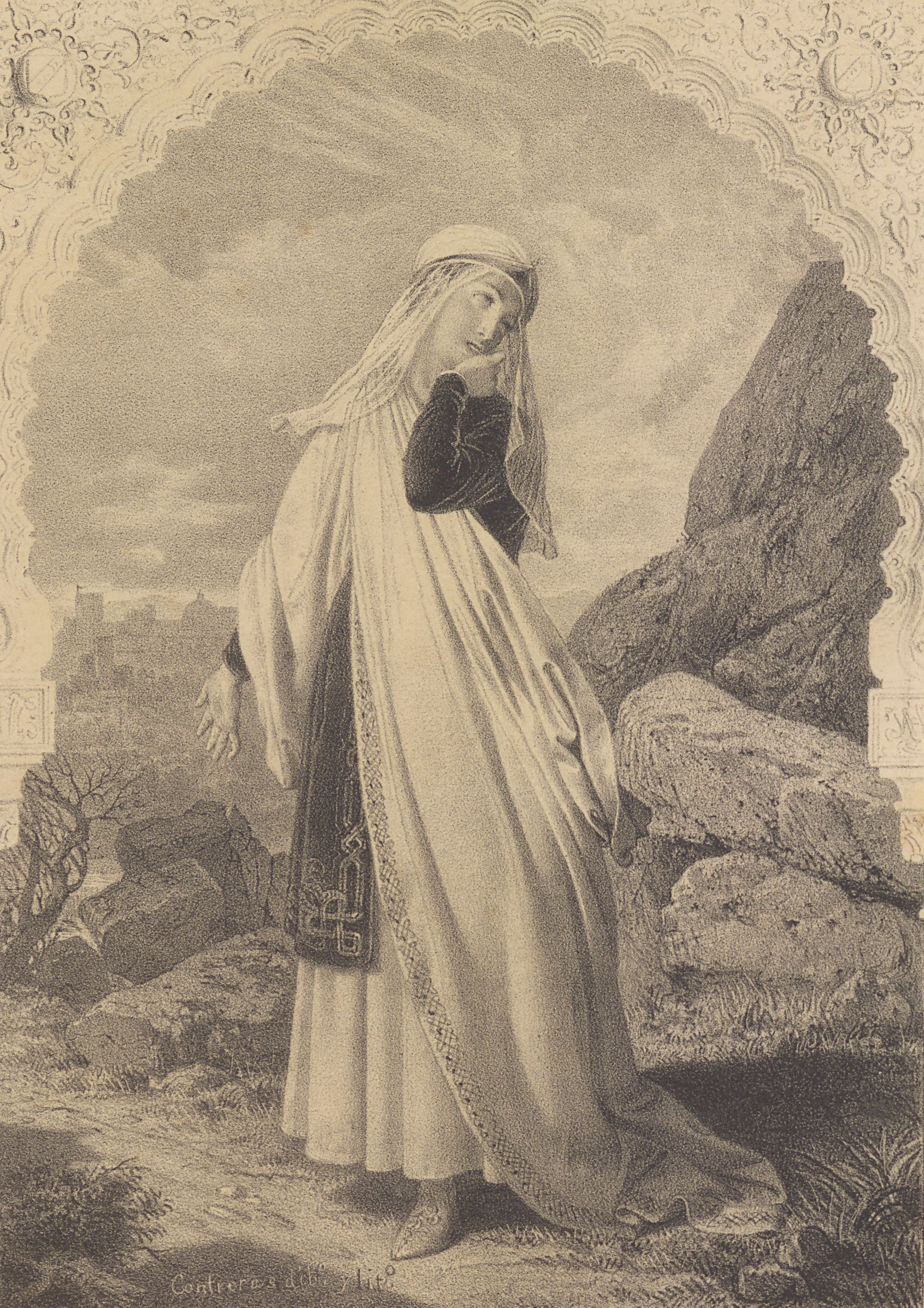
Aixa; Stich aus dem 19. Jahrhundert

Aisha bint Muhammad ibn al-Ahmar (arabisch عائشة الحرة), auch genannt Aisha al-Hurra (die Freie) und Fatima la Horra, in Spanien bekannt als Aixa, († 1493 in Fès) war eine Herrscherin des Emirats von Granada.
Sie war die Tochter von Emir Muhammad IX.,  die Ehefrau von Abu l-Hasan Ali und die Mutter von Muhammad XII. Ihrem Sohn Muhammad verhalf sie mit Unterstützung des Großfamilie der Abencerragen zur Besteigung des Throns von Granada. Sie war in Palastintrigen verwickelt und eine Gegenspielerin von Zoraida (Isabel de Solís), der Konkubine von Abu l-Hasan Ali. Sie war am Widerstand gegen die Katholischen Könige beteiligt und begleitete ihren Sohn 1493 nach der Kapitulation von Granada nach Fès ins Exil, wo sie kurz darauf starb.

## Suspiro del Moro

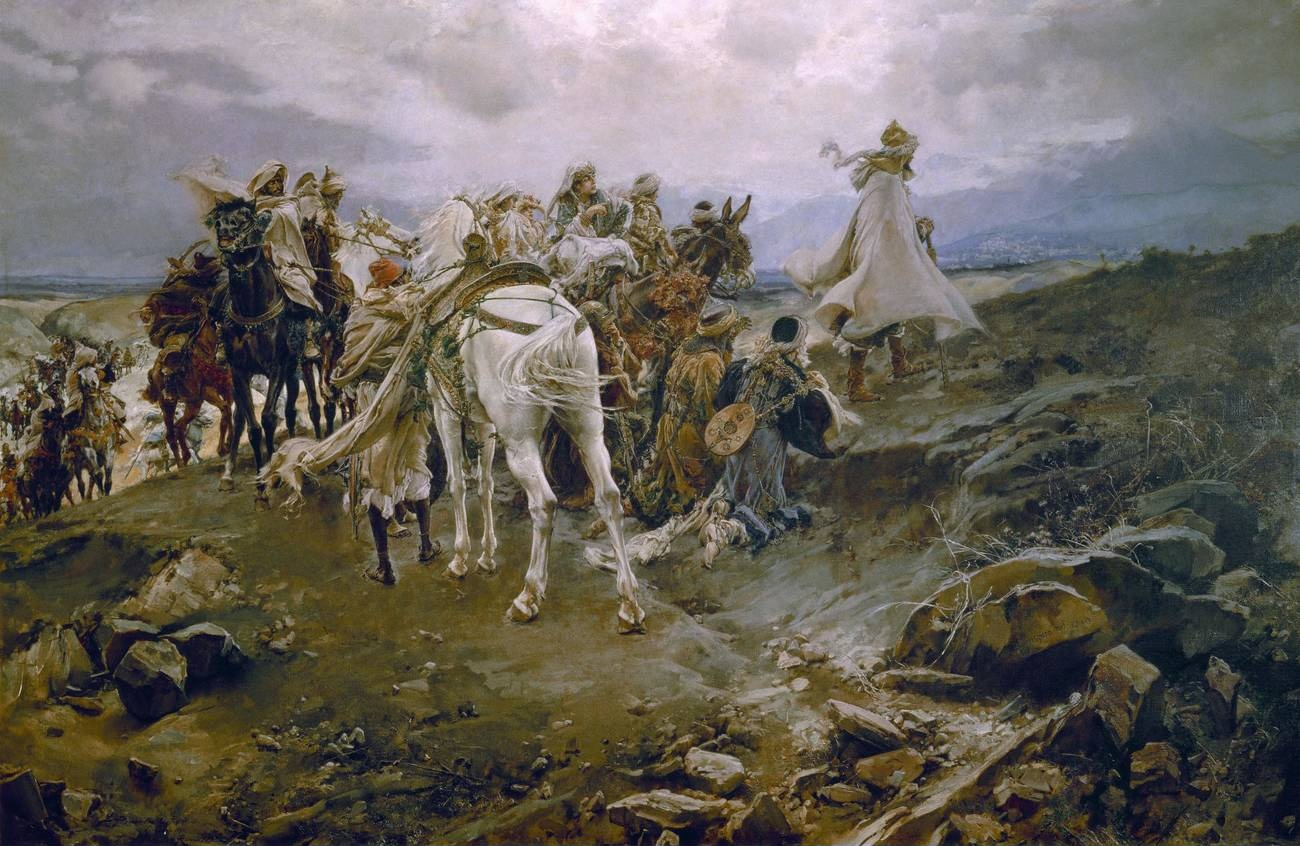
Francisco Pradilla: El suspiro del moro, 19. Jh.

Nach der Legende habe Muhammad XII., als er in den Alpujarras auf dem Weg in das Exil in Afrika war, zwischen den heutigen Orten Villa de Otura und El Padul weinend ein letztes Mal auf Granada zurückgeblickt, als Aixa zu ihm sagte: „Beweine wie eine Frau, was du nicht wie ein Mann verteidigen konntest.“ Aus diesem Grund wird der Pass in der Sierra Nevada Suspiro del Moro (span. = Seufzer des Mauren) genannt.